# Kang Ki-young
Kang Ki-young (en hangul: 강기영; Incheon, nacido el 14 de octubre de 1983) es un actor surcoreano. Conocido por su papel en la serie surcoreana Woo, una abogada extraordinaria (우, 비범한 변호사), como el abogado que dirige a los novatos.

## Biografía
Estudió en la Universidad de Suwon.
A principios de agosto de 2018 anunció que se encontraba en una relación desde hace más de dos años. En abril de 2019 se anunció que la pareja se casaría en la primavera de ese mismo año. A finales de mayo del mismo año se casaron. El 12 de noviembre de 2021, la pareja le dio la bienvenida a su primer hijo.

## Carrera
Es miembro de la agencia Namoo Actors (나무엑터스). Previamente formó parte de la agencia "Yooborn Company".
En junio del 2014 se unió al elenco recurrente de la serie High School King of Savvy, donde interpretó a Jo Duk-hwan.
En julio del 2015 se unió al elenco recurrente de la serie Oh My Ghost, donde dio vida a Heo Min-soo, uno de los trabajadores del restaurante Sol.
En febrero del 2016 se unió al elenco recurrente de la serie Come Back Mister, donde interpretó a Jegal Gil, uno de los empleados de Han Gi-tak (Kim Soo-ro) en el restaurante. Ese mismo año interpretó al mejor jugador de hockey sobre hielo de la Universidad Kwangwoon en la segunda parte de la serie Puck!. 
En julio del mismo año se unió al elenco recurrente de la serie Let's Fight, Ghost, donde interpretó al estudiante Choi Cheon-sang, el amigo de Park Bong-pal (Ok Taecyeon) y presidente del club de caza fantasma de la universidad "Ghost Net", hasta el final de la serie el 30 de agosto del mismo año.
Ese mismo mes se unió al elenco recurrente de la serie W donde dio vida al doctor Kang Suk-beom, un residente de segundo año de cirugía torácica del Hospital Myung Se y amigo y compañero de cuarto de Oh Yeon-joo (Han Hyo-joo).
En noviembre del mismo año se unió al elenco recurrente de la serie Weightlifting Fairy Kim Bok Joo, donde interpretó a Kim Dae-ho, un aspirante a actor de medio tiempo que trabaja en el restaurante de su hermano Kim Chang-gul (Ahn Kil-kang) y el tío de Kim Bok-joo (Lee Sung-kyung).
En el 2017 obtuvo un pequeño papel secundario en la película The Mayor donde dio vida a un técnico de reparación de teléfonos móviles. Ese mismo año se unió al elenco extendido de la serie Queen for Seven Days, donde interpretó a Jo Kwang-oh, el amigo del Rey Lee Yeok (Yeon Woo-jin). El actor Jung Yoo-ahn interpretó a Kwang-oh de joven. En marzo del mismo año se unió al elenco recurrente de la serie Tunnel, donde interpretó a Song Min-ha, un detective del equipo de crímenes violentos durante el presente. El 23 del mismo mes realizó un cameo en la serie Three Color Fantasy – Queen of the Ring, donde dio vida al encargado del Desfile de Modas durante el episodio n.º 5.
En abril del mismo año se unió al elenco de la película Daddy You, Daughter Me, donde interpretó a Joo Jang-won, un hombre tímido del campo que no se atreve a dirigirle la palabra a Na Yoon-mi (Lee Mi-do).
También apareció en varios episodios de la serie While You Were Sleeping, donde dio vida a Kang Dae-heeel dueño de un restaurante de pollo frito que resulta ser un asesino psicópata responsable de la muerte de su hermano menor.
En diciembre del mismo año se unió al elenco recurrente de la serie I'm Not a Robot, donde interpretó a Hwang Yoo-chul, el CEO de la compañía y el mejor amigo de la infancia de Kim Min-kyu (Yoo Seung-ho).
El junio del 2018 se unió al elenco recurrente de la serie What’s Wrong With Secretary Kim? (también conocida como "Why Secretary Kim"), donde dio vida a Park Yoo-sik, el director de la compañía y mejor amigo y confidente de Lee Young-joon (Park Seo-joon), hasta el final de la serie en julio del 2018.
En agosto del mismo año aparecerá en la película On Your Wedding Day (también conocida como "Your Wedding") donde dio vida a Geun-nam, uno de los amigos de Woo-yeon (Kim Young-kwang).
En septiembre del mismo año se unió al elenco recurrente de la serie Terius Behind Me, donde interpretó a Kim Sang-ryeol, un agente del Sistema de Información Kingcastle (KIS), hasta ahora.
El 22 de julio del 2019 se unió al elenco recurrente de la serie Moment of Eighteen (también conocida como "At Eighteen"), donde dio vida a Oh Han-kyul, el maestro de Choi Joon Woo (Ong Seong-wu), hasta el final de la serie el 10 de septiembre del mismo año.

## Filmografía

### Series de televisión
| Año  | Título                                     | Personaje                    | Notas                      | Ref.                 |
| ---- | ------------------------------------------ | ---------------------------- | -------------------------- | -------------------- |
| 2014 | High School King of Savvy                  | Jo Duk-hwan                  | 17 episodios               |                      |
| 2014 | The Three Musketeers                       | Ba-rang                      |                            |                      |
| 2014 | Reset                                      | Jefe de Sección              |                            |                      |
| 2014 | Love Frequency 37.2                        | -                            |                            |                      |
| 2015 | Shine or Go Crazy                          | Wang Poong                   |                            |                      |
| 2015 | Oh My Ghost                                | Heo Min-soo                  | 16 episodios               |                      |
| 2015 | Six Flying Dragons                         | Ayudante de Bang-won         |                            |                      |
| 2016 | Puck!                                      | Jugador de Hockey            | Ep. "Part 2"               |                      |
| 2016 | Come Back Mister                           | Jegal Gil                    |                            |                      |
| 2016 | Let's Fight, Ghost                         | Choi Cheon-sang              | 16 episodios               |                      |
| 2016 | W                                          | Dr. Kang Suk-beom            | 9 episodios                |                      |
| 2016 | Weightlifting Fairy Kim Bok Joo            | Kim Dae-ho                   | 16 episodios               |                      |
| 2017 | Three Color Fantasy – Romance Full of Life | Jo Ji-sub                    |                            |                      |
| 2017 | Three Color Fantasy – Queen of the Ring    | Gerente del Desfile de Modas | Ep. 5                      |                      |
| 2017 | Queen for Seven Days                       | Jo Kwang-oh                  |                            |                      |
| 2017 | Tunnel                                     | Det. Song Min-ha             |                            |                      |
| 2017 | While You Were Sleeping                    | Kang Dae-hee                 | 5 episodios                |                      |
| 2017 | I'm Not a Robot                            | Hwang Yoo-chul               | 28 episodios               |                      |
| 2018 | What’s Wrong With Secretary Kim?           | Park Yoo-shik                | 16 episodios               |                      |
| 2018 | Familiar Wife                              | Park Yoo-shik                | Aparición especial, ep. 13 | [ 20 ]               |
| 2018 | Terius Behind Me                           | Kim Sang-ryeol               | 32 episodios               |                      |
| 2019 | Moment at Eighteen                         | Oh Han-kyul                  | 16 episodios               |                      |
| 2022 | Woo, una abogada extraordinaria            | Jung Myung-seo               | 16 episodios               | [ 21 ] [ 22 ]        |
| 2024 | Queen of Divorce                           | Dong Ki-joon                 | 12 episodios               | [ 23 ] [ 24 ] [ 25 ] |

### Películas
| Año  | Título                 | Personaje             | Notas                                                                           | Ref.          |
| ---- | ---------------------- | --------------------- | ------------------------------------------------------------------------------- | ------------- |
| 2017 | The Mayor              | Técnico de Reparación | junto a Choi Min-sik, Kwak Do-won, Shim Eun-kyung y Moon So-ri                  |               |
| 2017 | Daddy You, Daughter Me | Joo Jang-won          | junto a Jung So-min, Yoon Je-moon, Lee Il-hwa, Heo Ga-yoon, Lee Mi-do y Dohee   |               |
| 2018 | The Puzzle             | Choi Yong-goo         | junto a Ji Seung-hyun y Lee Se-mi                                               |               |
| 2018 | On Your Wedding Day    | Geun-nam              | junto a Park Bo-young, Kim Young-kwang, Song Jae-rim, Shin So-yul y Seo Eun-soo |               |
| 2019 | Exit                   | Gerente Goo           | junto a Jo Jung-suk, Im Yoon-ah, Go Doo-shim, Park In-hwan y Kim Ji-young       |               |
| 2019 | Crazy Romance          | Byung-chul            | junto a Kim Rae-won, Gong Hyo-jin, Ji Il-joo y Jung Woong-in                    |               |
| 2021 | The Book of Fish       | Lee Kang-hwe          | junto a Sol Kyung-gu, Byun Yo-han, Ryu Seung-ryong, Lee Jung-eun y Min Do-hee   | [ 26 ] [ 27 ] |
| 2023 | The Point Men          | Qasim / Lee Bong-han  | junto a Hwang Jung-min, Hyun Bin, Jeon Sung-woo y Kwon Hyuk                     | [ 28 ] [ 29 ] |

### Programas de variedades
| Año     | Programa                                 | Notas                                     |
| ------- | ---------------------------------------- | ----------------------------------------- |
| 2017    | I Live Alone                             | Ep. 204 - invitado - junto a Kwak Si-yang |
| 2018    | Happy Together 3                         | invitado - junto a Kwak Si-yang           |
| 2018-19 | Village Survival, the Eight              | 12 episodios - miembro                    |
| 2019    | Law of the Jungle in the Chatham Islands | (ep. 358-362) - miembro                   |
| 2020    | Run                                      | miembro                                   |
| 2021    | Pet-kage                                 | miembro                                   |

### Teatro
| Año     | Obra                 | Notas |
| ------- | -------------------- | ----- |
| 2010-11 | That Man, That Woman | -     |
| 2013    | Dressing             | -     |
| 2013-14 | Puzzle               | -     |

### Anuncios / Endorsos
| Año  | Título                          | Notas                                                         |
| ---- | ------------------------------- | ------------------------------------------------------------- |
| 2021 | Lotte Chilsung - Chilsung Cider | junto a Lee Joon-gi, Park Min-young, Song Kang y Park Eun-bin |

## Premios y nominaciones
| Año  | Premios                     | Categoría                     | Trabajo                          | Resultado | Ref.                 |
| ---- | --------------------------- | ----------------------------- | -------------------------------- | --------- | -------------------- |
| 2019 | 40th Blue Dragon Film Award | Mejor actor de reparto        | The Most Ordinary Romance        | Nominado  | [ 39 ]               |
| 2019 | Korea Drama Award           | Male Excellence Award         | Moment at Eighteen               | Ganador   | [ 40 ] [ 41 ] [ 42 ] |
| 2019 | 14th Annual Soompi Award    | Mejor actor de reparto        | What’s Wrong With Secretary Kim? | Ganador   | [ 43 ]               |
| 2020 | 56th Grand Bell Award       | Mejor actor de reparto        | Crazy Romance                    | Nominado  |                      |
| 2020 | 25th Chunsa Film Art Award  | Mejor actor de reparto        | Crazy Romance                    | Nominado  |                      |
| 2022 | Korea Drama Awards          | Premio a la excelencia global | Woo, una abogada extraordinaria  | Ganador   | [ 44 ] [ 45 ]        |